# هانز جولنيك
هانز جولنيك (22 مايو 1892 - 15 فبراير 1970) جنرالًا في فيرماخت بألمانيا النازية خلال الحرب العالمية الثانية. كان متلقيًا لوسام الفارس الصليبي الحديدي مع أوراق البلوط.
في بداية الحرب العالمية الثانية، كان جولنيك قائد فوج مشاة في كروجانتي. خلال الحرب، حصل على وسام الفارس الصليبي الحديدي في عام 1942، وتم ترقيته إلى عام 1943.

## جوائز
- الصليب الحديدي (1914) الدرجة الثانية (11 أكتوبر 1914) والدرجة الأولى (24 نوفمبر 1916) [1]
- مشبك الصليب الحديدي (1939) من الدرجة الثانية (15 سبتمبر 1939) والدرجة الأولى (5 أكتوبر 1939)
- وسام الفارس الصليبي الحديدي مع أوراق البلوط
  - Knight's Cross في 21 نوفمبر 1942 كجنرال مايجور) [2]
  - أوراق البلوط 282 في 24 أغسطس 1943 كجينيرال لوتنانت.

### اقتباسات
1. ↑  Thomas 1997, p. 207.
2. ↑  Scherzer 2007, p. 341.

### قائمة المراجع
- Scherzer, Veit (2007). Die Ritterkreuzträger 1939–1945 Die Inhaber des Ritterkreuzes des Eisernen Kreuzes 1939 von Heer, Luftwaffe, Kriegsmarine, Waffen-SS, Volkssturm sowie mit Deutschland verbündeter Streitkräfte nach den Unterlagen des Bundesarchives [The Knight's Cross Bearers 1939–1945 The Holders of the Knight's Cross of the Iron Cross 1939 by Army, Air Force, Navy, Waffen-SS, Volkssturm and Allied Forces with Germany According to the Documents of the Federal Archives] (بالألمانية). Jena, Germany: Scherzers Militaer-Verlag. ISBN:978-3-938845-17-2.
- Thomas, Franz (1997). Die Eichenlaubträger 1939–1945 Band 1: A–K [The Oak Leaves Bearers 1939–1945 Volume 1: A–K] (بالألمانية). Osnabrück, Germany: Biblio-Verlag. ISBN:978-3-7648-2299-6.